# 千丈平
千丈平（せんじょうだいら）とは、石川県白山市の両白山地中の大笠山の西側にあり、標高1,500 mあたりに位置する高原である。ブナ純林という特徴的な植生から、国の保護林となっており、その面積は857 ha。

## 特徴
加越山地の山系では唯一の高原であり、ブナ純林が広がる。
大雨時には全域に水が溢れ、水晶谷に注ぐ。
千丈平にはいくつもの風穴があり、積雪期には複数の穴が見られる。

## 地名の由来
千丈平の地名の由来は不明だが、1903年（明治36年）出版の泉鏡花の小説『風流線』では「昔西四方の旅の巡礼の若い夫婦、奥三方に詣でんとて、途中笈ヶ岳の中腹で不意の寒さに封じられて、千丈の雪に埋った」という伝説が取り上げられている。

## 地理

### 地形
濃飛流紋岩類といわれる中生代白亜紀後期から古第三紀に中部地方で広く噴火を起こした堆積物の地層である。

## 生態
ブナの純林が広がる。